# Імуноаналіз
Імуноаналіз — це біохімічний тест, який вимірює наявність або концентрацію макромолекули або невеликої молекули в розчині за допомогою антитіла (зазвичай) або антигену (іноді). Молекулу, виявлену в результаті імунологічного аналізу, часто називають «аналітом» і в багатьох випадках є білком, хоча це можуть бути і інші види молекул різного розміру та типу, за умови, що відповідні антитіла, які мають належні властивості для розробленого аналізу. Аналіти в біологічних рідинах, таких як сироватка або сеча, часто вимірюються за допомогою імуноаналізів у медичних та дослідницьких цілях.
Імуноаналізи бувають різних форматів та варіантів. Імуноаналізи можна проводити в кілька етапів, додаючи реагенти, змиваючи або відокремлюючи в різних точках аналізу. Багатоетапні аналізи часто називають сепараційними імуноаналізами або гетерогенними імуноаналізами. Деякі імуноаналізи можна проводити, просто змішуючи реагенти та зразок та проводячи фізичне вимірювання. Такі аналізи називаються однорідними імуноаналізами, або рідше несепараційними імуноаналізами.
Використання калібратора часто застосовується в імуноаналізах. Калібратори — це розчини, які, як відомо, містять аналіт, про який йде мова, і концентрація цього аналіту загальновідома. Порівняння реакції аналізу на реальну пробу з реакцією аналізу, яку виробляють калібратори, дозволяє інтерпретувати силу сигналу з точки зору присутності або концентрації аналіту у зразку.

## Принцип
Імуноаналізи покладаються на здатність антитіла розпізнавати і зв'язувати конкретну макромолекулу в тому, що може бути складною сумішшю макромолекул. В імунології конкретна макромолекула, пов'язана антитілом, називається антигеном, а ділянка антигену, з якою антитіло зв'язується, називається епітопом.
У деяких випадках імуноаналіз може використовувати антиген для виявлення антитіл, які розпізнають цей антиген, у розчині. Іншими словами, в деяких імуноаналізах аналітована речовина може бути антитілом, а не антигеном.
На додаток до зв'язування антитіла з його антигеном, іншою ключовою особливістю всіх імуноаналізів є засіб для отримання вимірюваного сигналу у відповідь на зв'язування. Більшість, хоча і не всі, імуноаналізи включають хімічне зв'язування антитіл або антигенів з якоюсь міткою, що виявляється. У сучасних імуноаналізах існує велика кількість міток, які дозволяють виявляти різними способами. Багато етикеток можна виявити, оскільки вони або випромінюють, або змінюють колір у розчині, флуоресціюють під світлом або можуть спонукатись випромінювати світло.